# Гижко Андрій Петрович
Андрій Петрович Гижко (народився 27 червня 1978 у місті Вінниця) — український економіст і державний службовець, заслужений економіст України (2018).

## Життєпис
Має три вищі освіти — педагогічну (Вінницький державний педагогічний університет імені Михайла Коцюбинського, 1999, вчитель історії та основ правознавства), юридичну (Міжрегіональна академія управління персоналом, 2000) та з державного управління (Національна академія державного управління при Президентові України). З 2019 року навчається в аспірантурі Донецького національного університету імені Василя Стуса, працює над кандидатською роботою з питань децентралізації, передачі влади на місця та об'єднання територіальних громад.
Трудовий шлях розпочав з посади спеціаліста департаменту економіки Вінницької області. Більше семи років очолював обласний департамент економіки та 5 років, до 30 липня 2019 був першим заступником голови Вінницької облдержадміністрації. На даний час працює проректором з інноційної діяльності та розвитку інфраструктури Донецького національного університету імені Василя Стуса (м.Вінниця)
Під час дострокових парламентських виборів балотувався до ВРУ по мажоритарному окрузі № 11 від партії «Європейська солідарність».
Захоплюється активним туризмом (гори, спелеотуризм, сплав на катамаранах), історичним туризмом, плаванням, альтернативною енергетикою (вода, сонце, вітер).
Володіє французькою мовою.

## Родина
Батько, Гижко Петро Андрійович (нар. 1955) — начальник регіонального відділення Фонду державного майна України у Вінницькій області; мати (нар. 1955) — директор ТОВ «Партнер-реєстратор»; дружина (нар. 1976) — викладач, заступник директора Подільського науково-технологічного ліцею для обдарованої молоді; донька (нар. 2003), син (нар. 2017)

## Відзнаки
- Почесне звання «Заслужений економіст України» (2018)[3]
- Премія Кабінету Міністрів України за внесок молоді в розбудову України (2005)
- Медаль «За працю і звитягу» (2003)